# Felipe Alves
Felipe Alves (sinh ngày 18 tháng 11 năm 1990) là một cầu thủ bóng đá người Brasil.

## Sự nghiệp câu lạc bộ
Felipe Alves đã từng chơi cho Matsumoto Yamaga FC.